# Bray-lès-Mareuil
Bray-lès-Mareuil és un municipi francès situat al departament del Somme i a la regió dels Alts de França. L'any 2007 tenia 240 habitants.

## Demografia

### Població

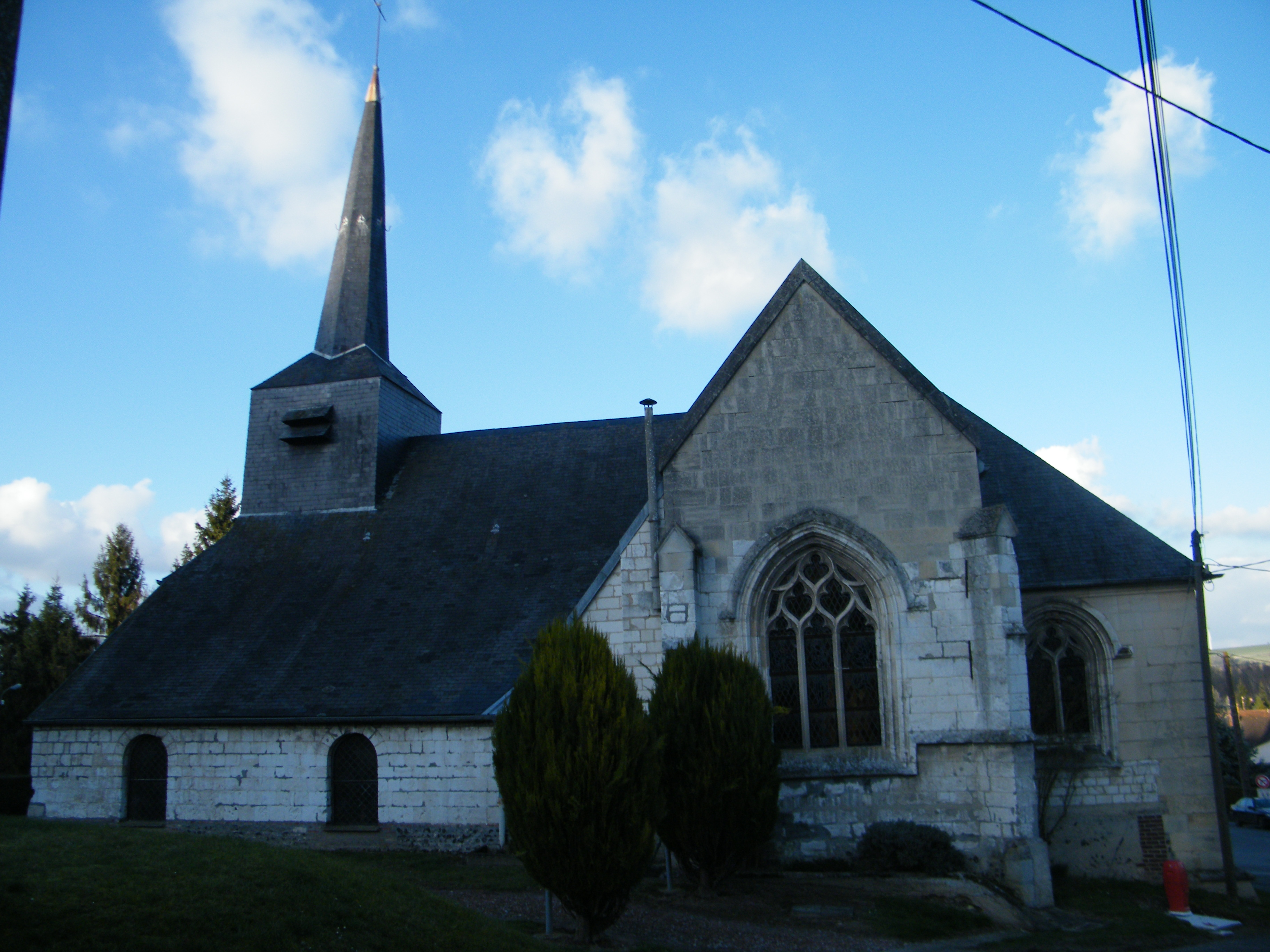

El 2007 la població de fet de Bray-lès-Mareuil era de 240 persones. Hi havia 84 famílies de les quals 12 eren unipersonals (8 homes vivint sols i 4 dones vivint soles), 34 parelles sense fills i 38 parelles amb fills.
La població ha evolucionat segons el següent gràfic:
Habitants censats

### Habitatges
El 2007 hi havia 135 habitatges, 85 eren l'habitatge principal de la família, 44 eren segones residències i 7 estaven desocupats. Tots els 124 habitatges eren cases. Dels 85 habitatges principals, 68 estaven ocupats pels seus propietaris, 14 estaven llogats i ocupats pels llogaters i 3 estaven cedits a títol gratuït; 1 tenia una cambra, 4 en tenien dues, 10 en tenien tres, 21 en tenien quatre i 49 en tenien cinc o més. 66 habitatges disposaven pel capbaix d'una plaça de pàrquing. A 30 habitatges hi havia un automòbil i a 49 n'hi havia dos o més.

### Piràmide de població
La piràmide de població per edats i sexe el 2009 era:
| Homes | Edats   | Dones |
| ----- | ------- | ----- |
| 0     | 95 o +  | 1     |
| 0     | 90 a 94 | 2     |
| 3     | 85 a 89 | 3     |
| 2     | 80 a 84 | 0     |
| 4     | 75 a 79 | 3     |
| 7     | 70 a 74 | 7     |
| 7     | 65 a 69 | 2     |
| 3     | 60 a 64 | 7     |
| 2     | 55 a 59 | 3     |
| 12    | 50 a 54 | 7     |
| 5     | 45 a 49 | 10    |
| 6     | 40 a 44 | 9     |
| 8     | 35 a 39 | 6     |
| 5     | 30 a 34 | 5     |
| 7     | 25 a 29 | 8     |
| 4     | 20 a 24 | 7     |
| 7     | 15 a 19 | 5     |
| 9     | 10 a 14 | 10    |
| 12    | 5 a 9   | 6     |
| 8     | 0 a 4   | 8     |

## Economia
El 2007 la població en edat de treballar era de 153 persones, 103 eren actives i 50 eren inactives. De les 103 persones actives 88 estaven ocupades (51 homes i 37 dones) i 16 estaven aturades (7 homes i 9 dones). De les 50 persones inactives 22 estaven jubilades, 12 estaven estudiant i 16 estaven classificades com a «altres inactius».

### Ingressos
El 2009 a Bray-lès-Mareuil hi havia 92 unitats fiscals que integraven 251 persones, la mediana anual d'ingressos fiscals per persona era de 15.431 €.

### Activitats econòmiques
Els 2 establiments que hi havia el 2007 eren d'empreses de construcció.
Dels 2 establiments de servei als particulars que hi havia el 2009, 1 era un paleta i 1 lampisteria.
L'any 2000 a Bray-lès-Mareuil hi havia 5 explotacions agrícoles.

## Poblacions més properes
El següent diagrama mostra les poblacions més properes.